# Bayshore Gardens
Bayshore Gardens – jednostka osadnicza w Stanach Zjednoczonych, w stanie Floryda, w hrabstwie Manatee.